# Raymond Ackerman
Raymond Ackerman (Città del Capo, 10 marzo 1931 – 6 settembre 2023) è stato un imprenditore sudafricano.
Ha acquistato la catena di supermercati Pick 'n Pay dal suo fondatore, fu presidente fino alle sue dimissioni nel 2010 e acquistò 4 negozi da Jack Goldin negli anni '60.

## Biografia
Dopo essersi laureato all'Università di Città del Capo in commercio, all'età di 20 anni si è unito al gruppo Greatermans nella divisione Ackermans nel 1951 come manager apprendista. Ackermans è stata fondata dopo la prima guerra mondiale da suo padre Gus, ma venne venduta al gruppo Greatermans a Johannesburg. Agli inizi degli anni '50, i supermercati di vendita al dettaglio iniziarono a comparire in Sudafrica. Norman Herber, presidente dei Greatermans, decise di dare vita a una catena di vendita di cibo al dettaglio chiamata Checkers. Ackerman venne incaricato di dirigere Checkers, facendo del business un clamoroso successo. Ackerman vinse l'Outstanding Youth South African Award nel 1965, insieme a Gary Player e dal 1966, all'età di 35 anni, fu direttore generale di 85 negozi Checkers, ma venne licenziato nello stesso anno. In risposta, usando la sua liquidazione e un prestito bancario, Ackerman acquistò 4 negozi a Città del Capo operanti sotto il nome Pick 'n Pay. Sotto la sua guida, Pick 'n Pay divenne una delle catene africane più grandi, con un fatturato di 37 miliardi Rand sudafricano (dato del 2006) e più di 124 supermercati, 14 ipermercati e 179 outlet in franchising. La catena Pick 'n Pay impiega più di 30.000 persone in diversi paesi africani.

## Famiglia
Pick 'n Pay è un gigante a conduzione familiare. Sua moglie Wendy e i loro quattro figli Suzanne, Kathryn, Jonathan e Gareth, lavorano tutti per l'azienda o per i suoi profitti. Il 21 ottobre 2009, Gareth ha preso gli incarichi del padre e il 1º marzo 2010 è diventato presidente.

## Diritti del consumatore e impegno comunitario
Ackerman si è impegnato per la causa dei diritti dei consumatori. Per avere prezzi delle sigarette più economici, ha fatto pressione su Anton Rupert e sul governo per il prezzo del pane. La sua battaglia più grande fu contro le autorità per liberalizzare i prezzi del carburante, anche se senza successo. Per mantenere bassi i prezzi, la compagnia importa prodotti di marca. Il supporto della famiglia Ackerman per la Red Cross war Memorial Children's Hospital risale al coinvolgimento di Gus nel finanziamento della sua creazione del 1956. Nel 2006, gli Ackerman hanno donato 4 milioni di Rand sudafricani all'ospedale. Pick 'n Pay era molto coinvolto nell'offerta di Città del Capo di portare le Olimpiadi estive del 2004 in Sudafrica. Il 14 febbraio 2005, l'accademia di Raymond Ackermann per lo sviluppo imprenditoriale aprì a Città del Capo per sviluppare capacità imprenditoriali e formare futuri manager e leader per il Sudafrica.

## Riconoscimenti
Nel 1986, Ackerman ricevette una Laurea ad honorem in legge dalla Rhodes University. La sua università, l'Università di Città del Capo, gli conferì una Laurea ad Honorem in commercio nel 2001. Nella Top100 Great South Africans del 2004, si trova al 79º posto. Nel novembre 2004, il Financial Times lo ha nominato come unico sudafricano tra i 100 più grandi capi d'affari del mondo. In Sudafrica, è spesso collocato con Harry Oppenheimer e Anton Rupert.
Ackerman, insieme alla moglie Wendy, ha ricevuto il David Rockfeller Bridging Leadership in Africa Awars del 2010 dall'ufficio del Sudafrica del Synergos Institute.

## Opere
Ackerman pubblicò tre libri sulla sua esperienza con consigli per giovani imprenditori.
- Raymond Ackerman: Hearing Grasshoppers Jump. The history of Raymond Ackerman as told to Denise Pritchard. Città del Capo: David Phillip, 2004. ISBN 0-86486-662-3
- Raymond Ackerman: The four legs of the table. Raymond Ackerman's simple, straight-forward formula for success as told to Denise Pritchard. Città del Capo: David Phillip, 2005 ISBN 0-86486-617-8
- Raymond Ackerman: A Sprat to Catch a Mackerel. Key Principles to build your business. Città del Capo: Jonathan Ball, 2010. ISBN 978-1-86842-369-9